# Região Geográfica Imediata de Teixeira de Freitas
A Região Geográfica Imediata de Teixeira de Freitas é uma das 34 regiões imediatas do estado brasileiro da Bahia, uma das 4 regiões imediatas que compõem a Região Geográfica Intermediária de Ilhéus-Itabuna e uma das 509 regiões imediatas no Brasil, criadas pelo IBGE em 2017.
É composta por 13 municípios, tendo uma população estimada de 449.878 habitantes, segundo o IBGE em 2018 e uma área total de 18.535,756 km².

## Municípios
| Município           | População Estimativa 2018 | Produto Interno Bruto (2016) | PIB per Capita (2016) | Área (km²) |
| ------------------- | ------------------------- | ---------------------------- | --------------------- | ---------- |
| Alcobaça            | 22 449                    | R$ 260 134                   | R$ 11,149             | 1 480,686  |
| Caravelas           | 21 937                    | R$ 392 261                   | R$ 17,321             | 2 396,609  |
| Ibirapuã            | 8 581                     | R$ 208 808                   | R$ 23,738             | 771,109    |
| Itamaraju           | 64 521                    | R$ 838 539                   | R$ 12,458             | 2 360,289  |
| Itanhém             | 19 499                    | R$ 219 272                   | R$ 10,668             | 1 394,174  |
| Jucuruçu            | 9 272                     | R$ 96 532                    | R$ 9,622              | 1 457,856  |
| Lajedão             | 3 934                     | R$ 59 012                    | R$ 14,585             | 624,589    |
| Medeiros Neto       | 22 659                    | R$ 302 756                   | R$ 12,864             | 1 311,740  |
| Mucuri              | 41 221                    | R$ 1 991 626                 | R$ 47,890             | 1 786,209  |
| Nova Viçosa         | 42 950                    | R$ 469 825                   | R$ 10,763             | 1 317,390  |
| Prado               | 28 152                    | R$ 416 557                   | R$ 14,230             | 1 687,342  |
| Teixeira de Freitas | 158 445                   | R$ 2 255 519                 | R$ 14,113             | 1 165,622  |
| Vereda              | 6 258                     | R$ 81 205                    | R$ 10,853             | 782,141    |
| Total               | 449 878                   | R$ 7 592 046                 | R$ 16,780             | 18 535,756 |